# Vuillafans
Ne doit pas être confondu avec Villafans.
Vuillafans [vɥijafɑ̃] est une commune française située dans le département du Doubs, la région culturelle et historique de Franche-Comté et la région administrative Bourgogne-Franche-Comté.
Située dans la haute vallée de la Loue à 7 kilomètres d'Ornans, elle comptait 681 habitants nommés Vuillafanais et Vuillafanaises en 2022.
Le village, bénéficiant du label Cité de Caractère de Bourgogne-Franche-Comté, possède quatre édifices protégés au titre des monuments historiques, dont l'église de l'Assomption, la maison dite de Balthazar Gérard, la maison dite La Forteresse, et l'immeuble du 10 place Saint-Vernier.

## Géographie

### Situation
La commune de Vuillafans est située en région Bourgogne-Franche-Comté, dans le centre du département du Doubs, à 22 kilomètres de la frontière entre la France et la Suisse. Les grandes villes les plus proches sont Besançon, préfecture du département, située à 24 km à vol d'oiseau en direction du nord-ouest et Lausanne, ville suisse située à 69 km kilomètres vers le sud-est. Paris, la capitale se trouve à 350 km au nord-ouest. La distance la plus courte par la route entre le centre du village et le centre-ville de Besançon (mairie) est de 34 km. Elle est située dans la haute vallée de la Loue, au cœur du plateau d'Ornans. Les communes limitrophes sont Durnes, Châteauvieux-les-Fossés, Échevannes, Lavans-Vuillafans, Lods, Longeville et Montgesoye.

### Géologie et relief
D'une superficie de 614 hectares, le territoire communal se situe dans la haute vallée de la Loue, la rivière s'y écoulant entre 355 et 340 mètres d'altitude. L'altitude la plus élevée de la commune (721 mètres) est mesurée au sud de son territoire, au lieu-dit Le Plan, sur la limite communale de Longeville. L'altitude minimale est de 339 mètres à l'endroit où la Loue quitte le territoire communal pour rejoindre celui de Montgesoye. Le village-centre a quant à lui une altitude comprise entre 345  et   355 mètres. 

### Climat
Pour des articles plus généraux, voir Climat de la Bourgogne-Franche-Comté et Climat du Doubs.
En 2010, le climat de la commune est de type climat de montagne, selon une étude du Centre national de la recherche scientifique s'appuyant sur une série de données couvrant la période 1971-2000. En 2020, Météo-France publie une typologie des climats de la France métropolitaine dans laquelle la commune est dans une zone de transition entre le climat semi-continental et le climat de montagne et est dans la région climatique  Jura, caractérisée par une forte pluviométrie en toutes saisons (1 000 à 1 500 mm/an), des hivers rigoureux et un ensoleillement médiocre.
Pour la période 1971-2000, la température annuelle moyenne est de 10,2 °C, avec une amplitude thermique annuelle de 17,4 °C. Le cumul annuel moyen de précipitations est de 1 312 mm, avec 12,7 jours de précipitations en janvier et 10,3 jours en juillet. Pour la période 1991-2020, la température moyenne annuelle observée sur la station météorologique de Météo-France la plus proche, « Épenoy », sur la commune d'Épenoy à 14 km à vol d'oiseau, est de 9,2 °C et le cumul annuel moyen de précipitations est de 1 363,0 mm. 
La température maximale relevée sur cette station est de 36,4 °C, atteinte le 7 août 2003 ; la température minimale est de −18,8 °C, atteinte le 5 février 2012,,.
Les paramètres climatiques de la commune ont été estimés pour le milieu du siècle (2041-2070) selon différents scénarios d'émission de gaz à effet de serre à partir des nouvelles projections climatiques de référence DRIAS-2020. Ils sont consultables sur un site dédié publié par Météo-France en novembre 2022.

### Milieux naturels et biodiversité
Sur la rive droite, les coteaux abrupts étaient jadis recouverts de vignes dont une partie a été replantée en 1984.

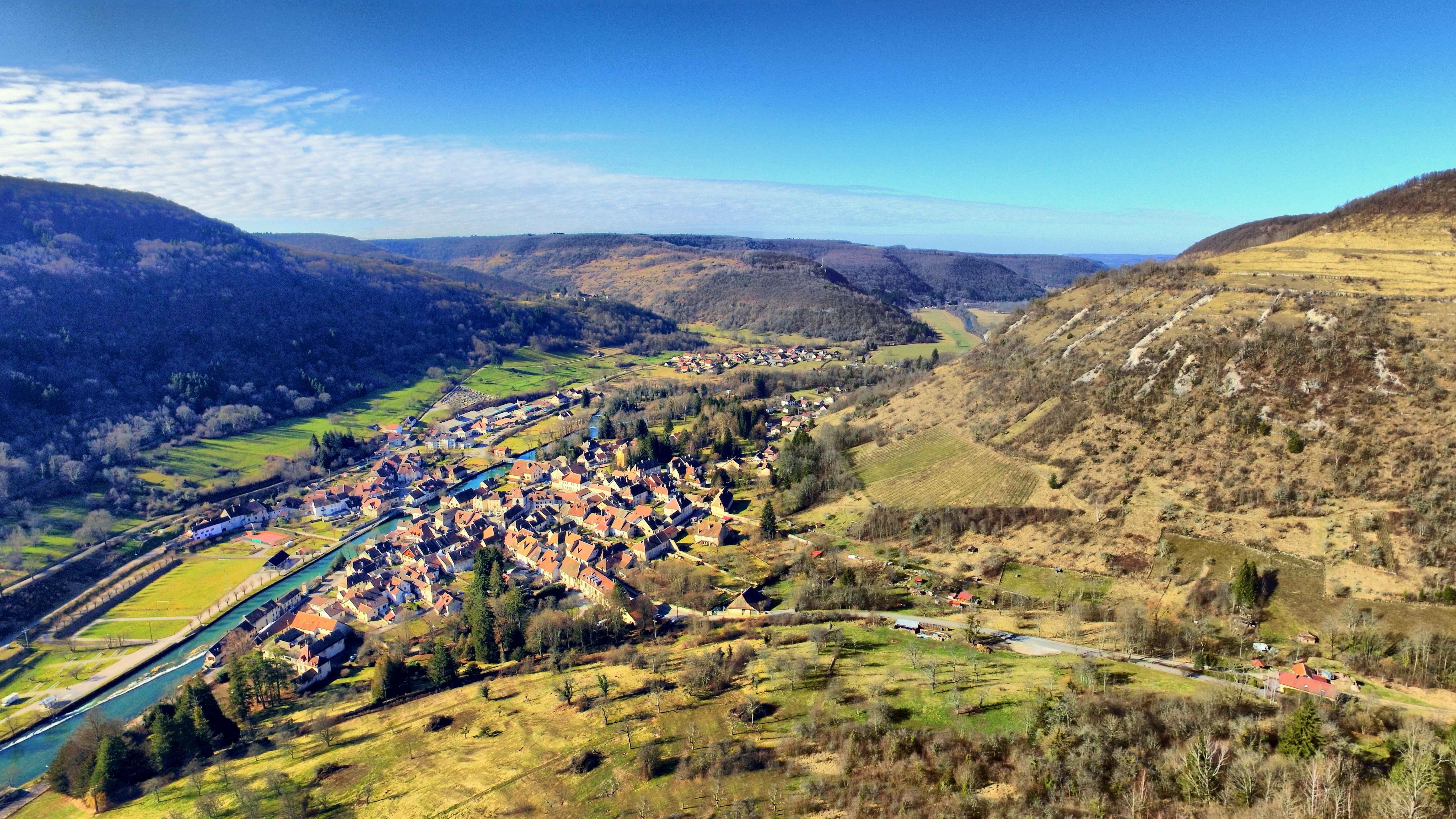
Panorama sur le village depuis Châteauneuf.

## Urbanisme

### Typologie
Au 1er janvier 2024, Vuillafans est catégorisée commune rurale à habitat dispersé, selon la nouvelle grille communale de densité à 7 niveaux définie par l'Insee en 2022.
Elle est située hors unité urbaine et hors attraction des villes,.

### Occupation des sols
L'occupation des sols de la commune, telle qu'elle ressort de la base de données européenne d’occupation biophysique des sols Corine Land Cover (CLC), est marquée par l'importance des forêts et milieux semi-naturels (63,1 % en 2018), en diminution par rapport à 1990 (72,3 %). La répartition détaillée en 2018 est la suivante : forêts (45,3 %), zones agricoles hétérogènes (27,9 %), milieux à végétation arbustive et/ou herbacée (17,8 %), zones urbanisées (8,8 %), prairies (0,2 %). L'évolution de l’occupation des sols de la commune et de ses infrastructures peut être observée sur les différentes représentations cartographiques du territoire : la carte de Cassini (XVIIIe siècle), la carte d'état-major (1820-1866) et les cartes ou photos aériennes de l'IGN pour la période actuelle (1950 à aujourd'hui).

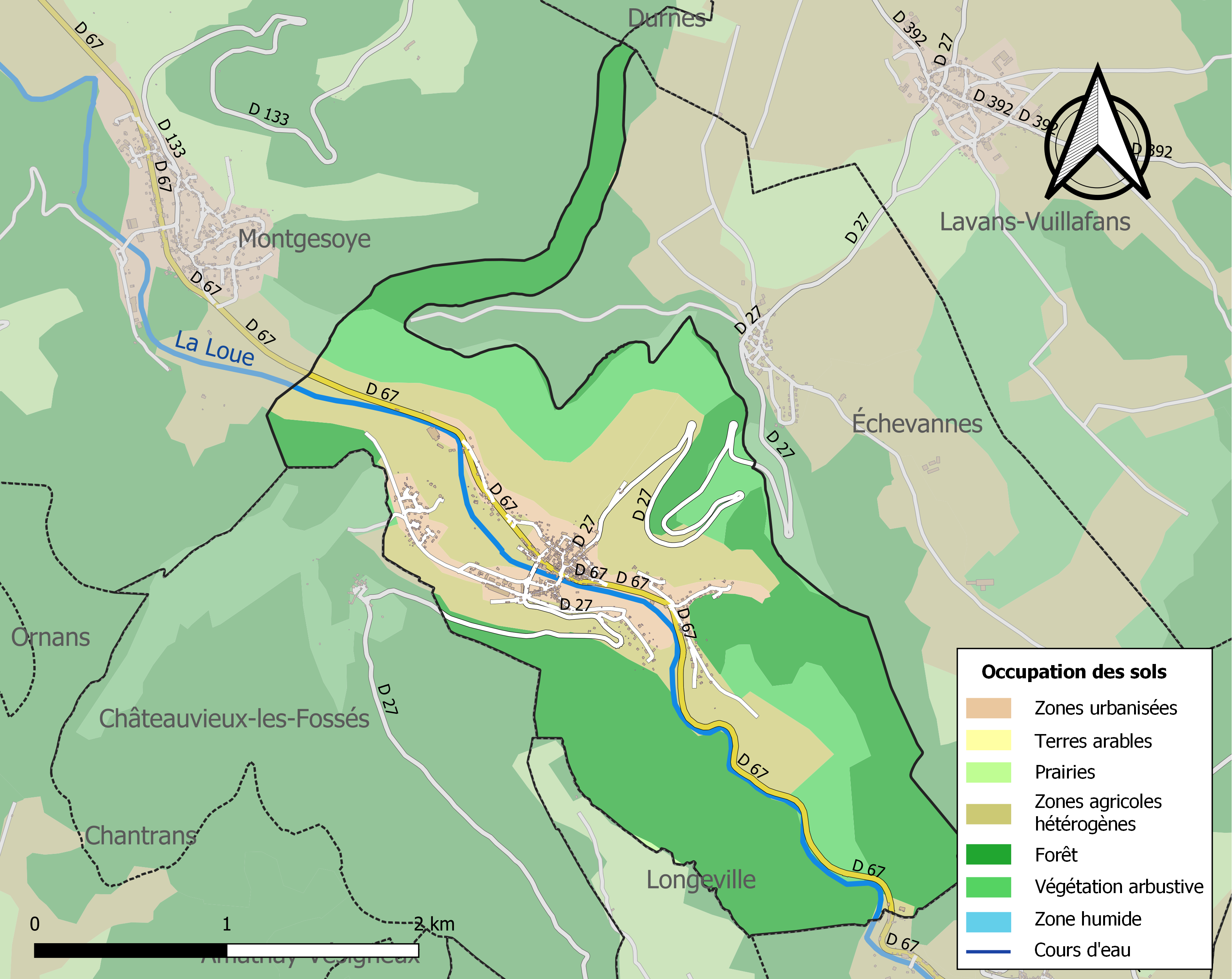
Carte des infrastructures et de l'occupation des sols de la commune en 2018 (CLC).

## Toponymie
Vilafains en 1189 ; Villafans en 1240 ; Wilafens en 1242 et 1262 ; Voillafans en 1339 ; Vuillafans depuis 1418.

## Histoire
Le nom de Vuillafans apparaît pour la première fois en 1200 quand Guy de Vuillafans offre 80 litres de vin de la vigne de Vuillafans à l'abbaye Saint-Vincent de Besançon.
Au Moyen Âge, la route du sel qui allait de Salins à Montbéliard passait par Vuillafans et il était interdit d'utiliser une autre route afin de limiter la contrebande.
L'histoire de Vuillafans est indissociable de celle de ses deux châteaux. Le premier, Châteauvieux sur la rive gauche de la Loue, fut construit au XIe siècle par les seigneurs de Montgesoye, le village voisin (en face, sur la rive droite). En 1807 ce château brûla mais il fut finalement racheté et remis en état par des propriétaires privés.
Le second, Châteauneuf sur la rive droite, fut bâti par les sires de Durnes dans le début du XIIIe siècle et connut son heure de gloire à la fin du Moyen Âge. Vers 1479, lors des guerres de Bourgogne, après avoir été pris puis occupé par les troupes de Louis XI, il fut démantelé.
Le village actuel de Vuillafans fut longtemps composé de deux villages séparés par la Loue, l'un étant un fief de Châteauvieux (rive gauche, Ouest) et l'autre de Châteauneuf (rive droite, Est). Les deux villages finirent par s'unifier après que le seigneur de Châteauvieux fut devenu co-seigneur de Châteauneuf. En 1587, les de Rye, seigneurs de Châteauvieux, obtinrent le droit d'exercer seuls haute et basse justice sur Vuillafans.
Bien que Vuillafans fut, pendant la majorité de son histoire, intégralement sous la coupe de grand seigneurs telles les Beauffremont, les Rye (Neublans > branche de Rye) ou les Montfaucon, le village fut souvent partagé entre un grand nombre de seigneurs (comme souvent dans la vallée, par exemple il y en eut parfois plus de 10 à Lods), ainsi du XIIe au XVIe siècle la famille « de Vuillafans », petite famille noble, est plusieurs fois nommée bien que parallèlement d'autres familles nobles se déclarent seigneurs de Vuillafans.
Vuillafans est abordé dans la Description de la Franche-Comté de Gilbert Cousin : « (...)Vuillafans, bâtie dans une vallée et possédant comme Moustier des terres fertiles en toutes choses et propres à la culture de la vigne. Aussi approvisionne-t-elle de la presque totalité du vin qu'il leur est nécessaire, les habitants de Vercel et de Morteau, puisque les montagnes qui l'entourent de tous côtés, et qui lui servent de remparts, sont couvertes de vignes presque jusqu'au sommet. A Wuillafans s’élèvent deux châteaux se faisant face, assis sur des montagnes. Celui du nord est fortifié par des murailles, des tours, des fossés et des retranchements ; et, à l'instar d'une place forte, est pourvue en abondance de tout ce qu'il faut pour la défense. On l'appelle "Châteauvieux". Celui qui est au midi est pareillement beau et fortifié. Il porte le nom de "Châteauneuf". »

## Politique et administration

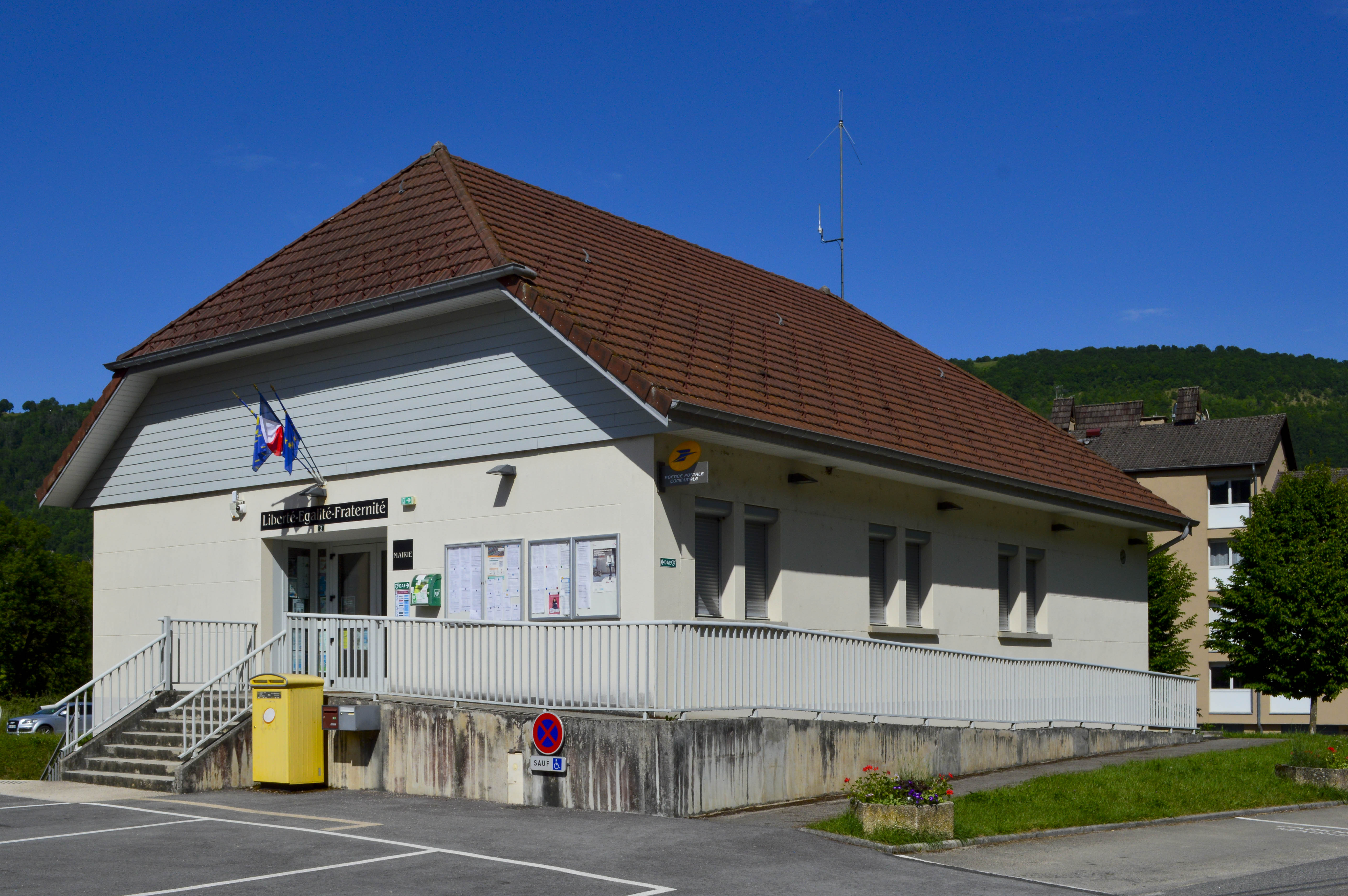
La mairie.

### Découpage territorial
La commune fait partie de l'arrondissement de Besançon, du département du Doubs et de la région Bourgogne-Franche-Comté. Elle est membre de la communauté de communes Loue-Lison créée en 2017 par fusion de la communauté de commune du Pays d'Ornans dont elle faisait partie préalablement avec les communautés de communes Amancey-Loue-Lison et du canton de Quingey. Cette structure intercommunale regroupe 72 communes pour une population de 25 338 habitants (en 2021).
Dans le cadre des élections départementales, Vuillafans est depuis 1801 l'une des 60 communes composant le canton d'Ornans, après avoir fait partie du canton de Vuillafans de 1793 à 1801. Elle dépend, pour les élections législatives, de la deuxième circonscription du Doubs.

### Administration municipale
Le nombre d'habitants au dernier recensement étant compris entre 500 et 1 499, le nombre de membres du conseil municipal est de 15. Le maire est secondé par quatre adjoints. Le maire actuel de la commune est Claude Curie, né en 1955, élu pour la première fois en 2020.

#### Liste des maires
| Période                                  | Période  | Identité          | Étiquette | Qualité  |
| ---------------------------------------- | -------- | ----------------- | --------- | -------- |
| 2001                                     | 2014     | Célestin Cattaneo |           |          |
| 2014                                     | 2020     | Gérard Quété      | SE        | Retraité |
| 2020                                     | En cours | Claude Curie      | SE        | Retraité |
| Les données manquantes sont à compléter. |          |                   |           |          |

## Population et société

### Démographie
L'évolution du nombre d'habitants est connue à travers les recensements de la population effectués dans la commune depuis 1793. Pour les communes de moins de 10 000 habitants, une enquête de recensement portant sur toute la population est réalisée tous les cinq ans, les populations de référence des années intermédiaires étant quant à elles estimées par interpolation ou extrapolation. Pour la commune, le premier recensement exhaustif entrant dans le cadre du nouveau dispositif a été réalisé en 2006.

En 2022, la commune comptait 681 habitants, en évolution de −8,96 % par rapport à 2016 (Doubs : +1,88 %, France hors Mayotte : +2,11 %).
| 1793  | 1800  | 1806  | 1821 | 1831 | 1836  | 1841  | 1846  | 1851  |
| ----- | ----- | ----- | ---- | ---- | ----- | ----- | ----- | ----- |
| 1 161 | 1 083 | 1 074 | 992  | 996  | 1 209 | 1 195 | 1 164 | 1 233 |

| 1856  | 1861  | 1866  | 1872  | 1876  | 1881  | 1886  | 1891  | 1896  |
| ----- | ----- | ----- | ----- | ----- | ----- | ----- | ----- | ----- |
| 1 146 | 1 330 | 1 440 | 1 552 | 1 489 | 1 323 | 1 290 | 1 275 | 1 320 |

| 1901  | 1906  | 1911  | 1921 | 1926 | 1931 | 1936 | 1946 | 1954 |
| ----- | ----- | ----- | ---- | ---- | ---- | ---- | ---- | ---- |
| 1 177 | 1 190 | 1 065 | 835  | 799  | 734  | 664  | 581  | 734  |

| 1962 | 1968 | 1975 | 1982 | 1990 | 1999 | 2006 | 2011 | 2016 |
| ---- | ---- | ---- | ---- | ---- | ---- | ---- | ---- | ---- |
| 721  | 764  | 773  | 600  | 649  | 668  | 709  | 691  | 748  |

| 2021 | 2022 | - | - | - | - | - | - | - |
| ---- | ---- | - | - | - | - | - | - | - |
| 699  | 681  | - | - | - | - | - | - | - |

### Médias et numérique
Le quotidien régional L'Est républicain relate les actualités de la commune dans son édition locale de Besançon. La chaîne de télévision France 3 Franche-Comté et la station de radio France Bleu Besançon relaient les informations locales. La municipalité édite un bulletin annuel intitulé Notre village.

### Sports

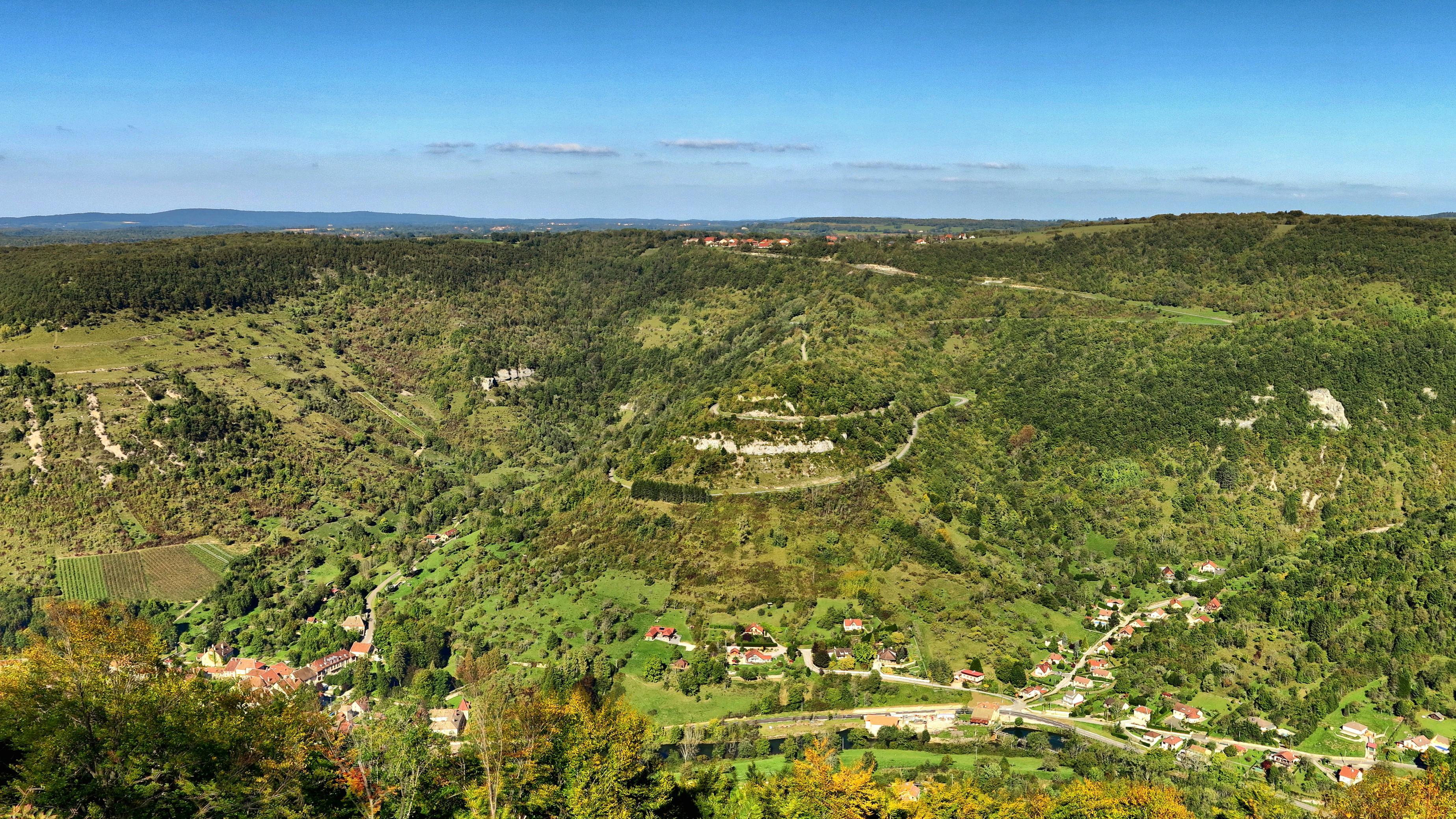
Vue générale de la côte Vuillafans-Échevannes depuis Longeville.

Chaque année a lieu la course de côte nationale de Vuillafans - Échevannes, compétition automobile fondée en 1954 et dont la première édition a eu lieu en 1955. Le parcours, d'une distance de 4,8 km pour un dénivelé de 268 mètres, est une étape historique du championnat de France de la montagne.

### Cultes
La commune dispose d'un seul lieu de culte de confession catholique, l'église de l'Assomption. Au sein du diocèse de Besançon, le doyenné des Premiers Plateaux regroupe cinq unités pastorales (paroisses) dont celle de la Haute Vallée de la Loue à laquelle appartient Vuillafans.

## Culture et patrimoine

### Lieux et monuments
Vuillafans possède un riche patrimoine architectural qui lui permet de bénéficier du label de Cité de Caractère de Bourgogne-Franche-Comté.
- Église paroissiale de l'Assomption du XVe siècle et du début du XVIe siècle. Inscrit MH (1939)
- Maison La Forteresse du XVe siècle,  Inscrit MH (1977)
- Maison de Balthazar Gérard du XVe siècle,  Inscrit MH (1926) puis en 2014

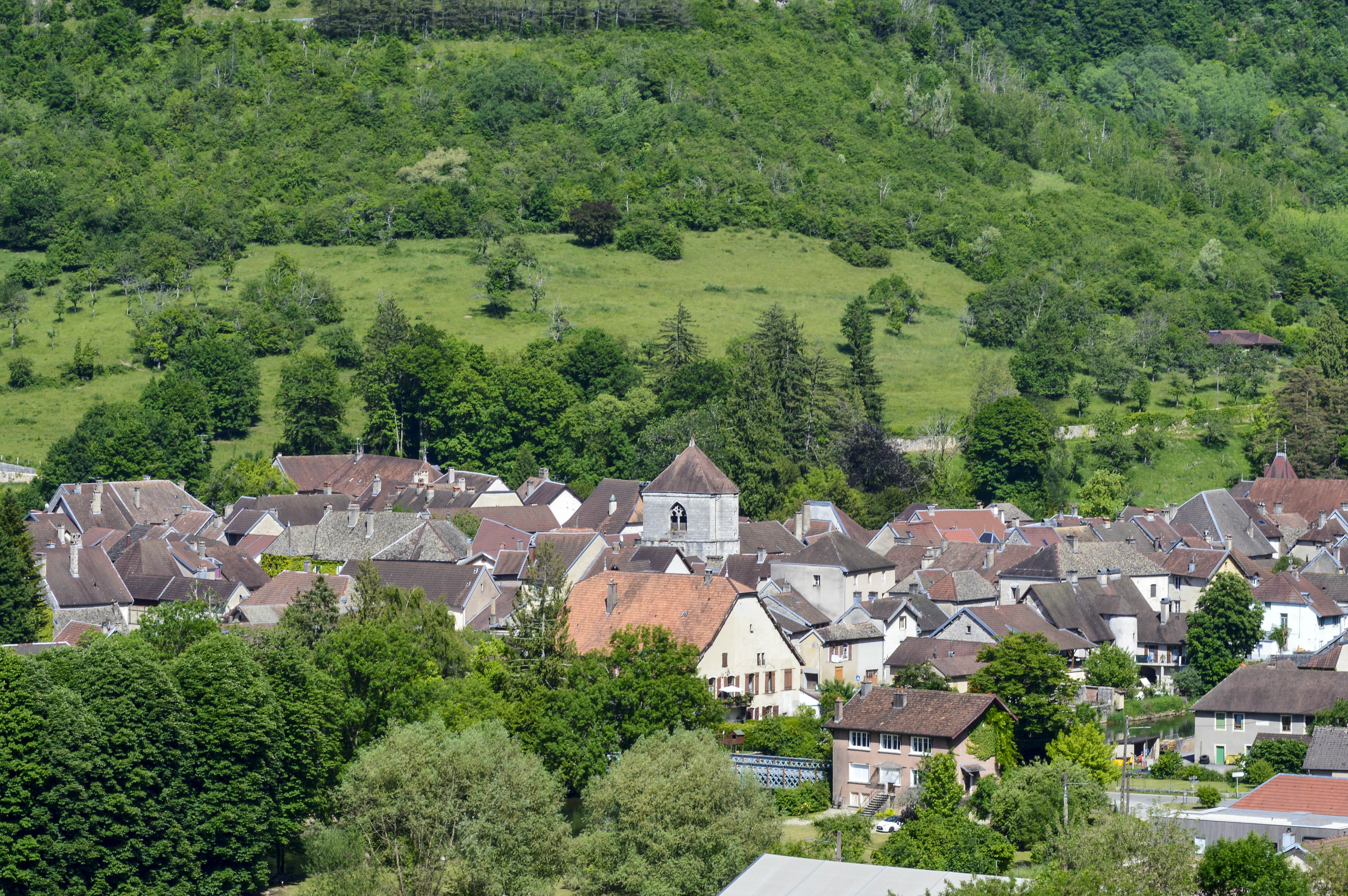
Vue générale.
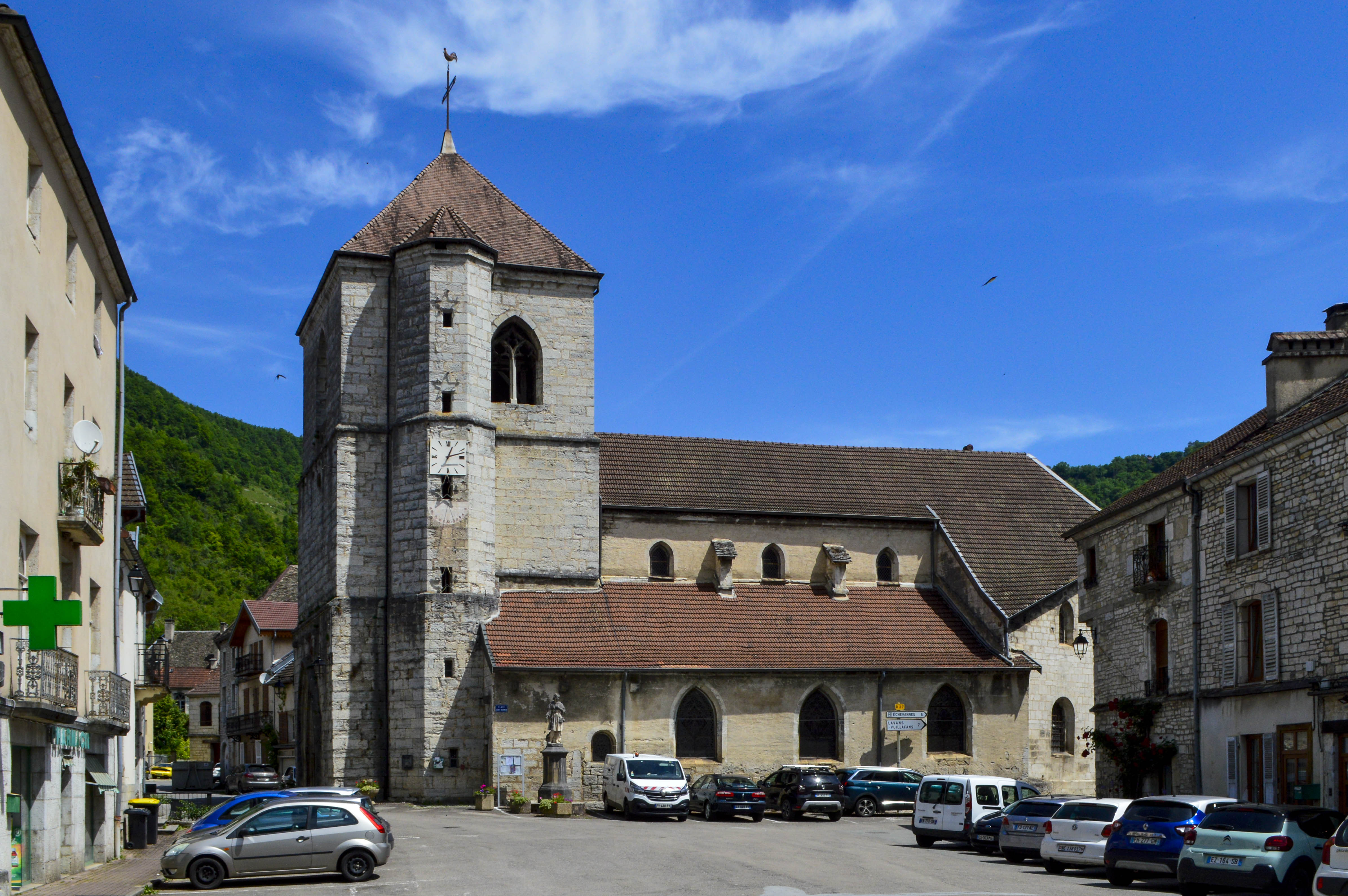
Église de l'Assomption.
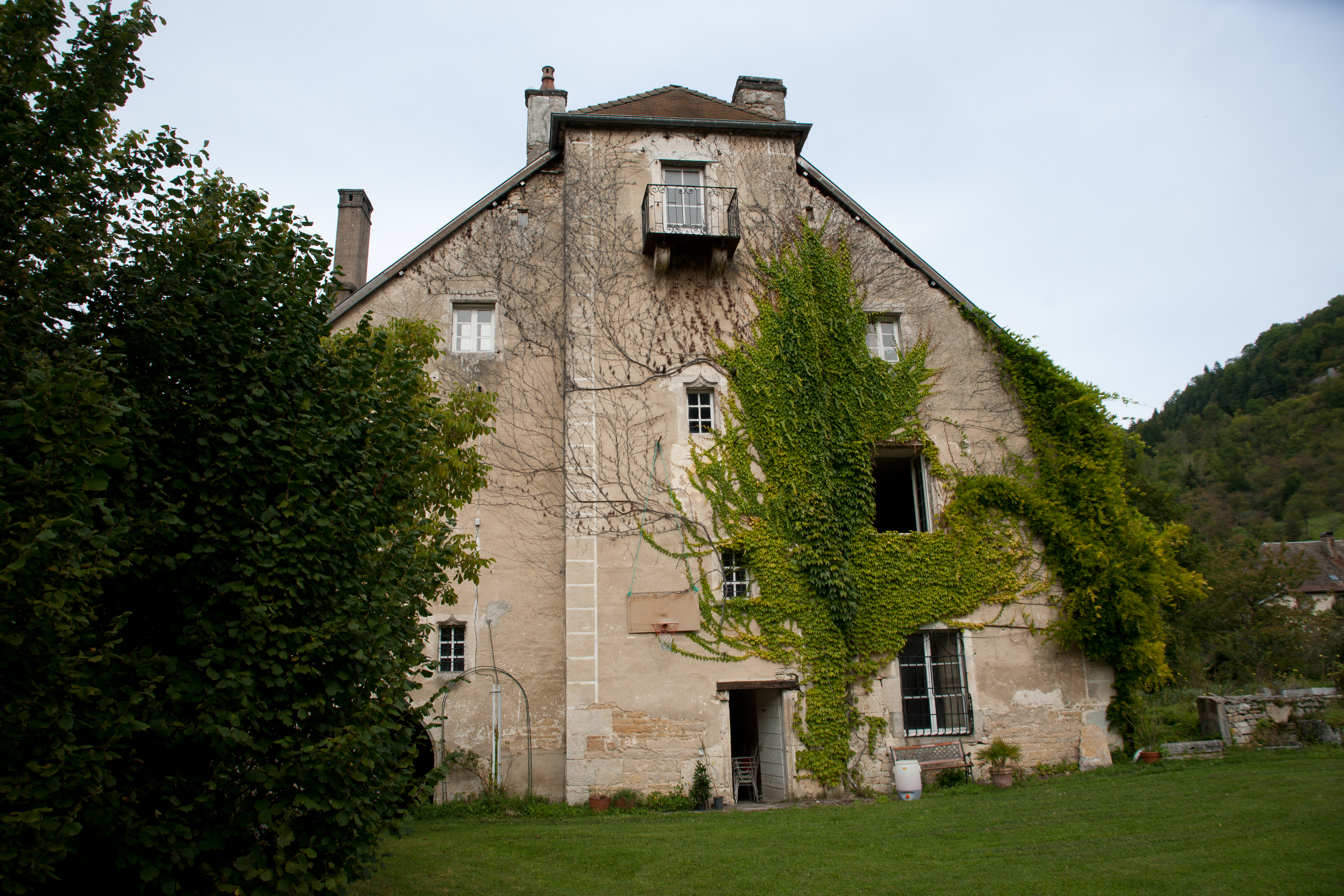
Maison La Forteresse.
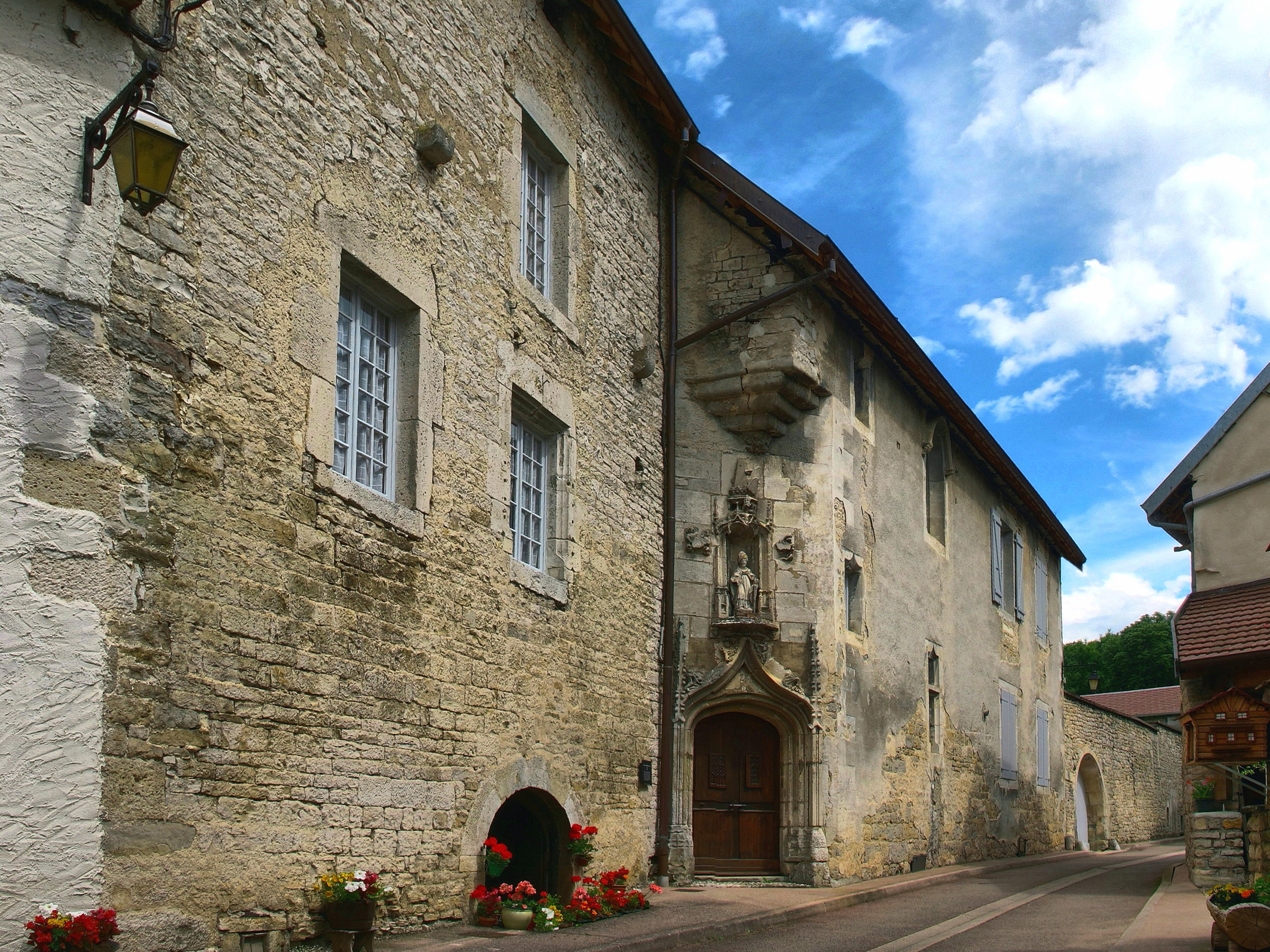
Maison de Balthazar Gérard.

- Château de Vuillafans bati au XVe siècle. Ce fut le centre d'une baronnie de la puissante famille de Rye au XVIe siècle.
- Château de Châteauneuf. Bâti par les sires de Durnes dans le premier quart du XIIIe siècle. Il était précédé par un bourg castral avec chapelle. Ce dernier comptait plus de 200 âmes. Un double fossé en protégeait l'accès au nord-est. L'ensemble a été détruit vers 1479 lors des guerres de Bourgogne par les troupes de Louis XI, et laissé à l'abandon. Descriptif : bien que totalement ruiné, un œil avisé distingue le premier fossé qui précède et protège l'accès au bourg castral qui comportait jusqu'à 27 feux. Après un cours cheminement à travers ces vestiges, on tombe sur un second fossé annulaire dominé par un grand cône constitué d'éboulis qui trahit la présence de la tour maîtresse. En enfilade de celle-ci était le château à proprement parler. Maigres en sont les vestiges.
- Pont sur la Loue du XVIe siècle. La croix a été posée au cours des missions de 1830 et 1845.
- Vieux moulins au bord de la Loue équipés de roues à aubes pendantes. Posées sur des pilotis, elles permettent un réglage en hauteur en fonction du niveau de la rivière.

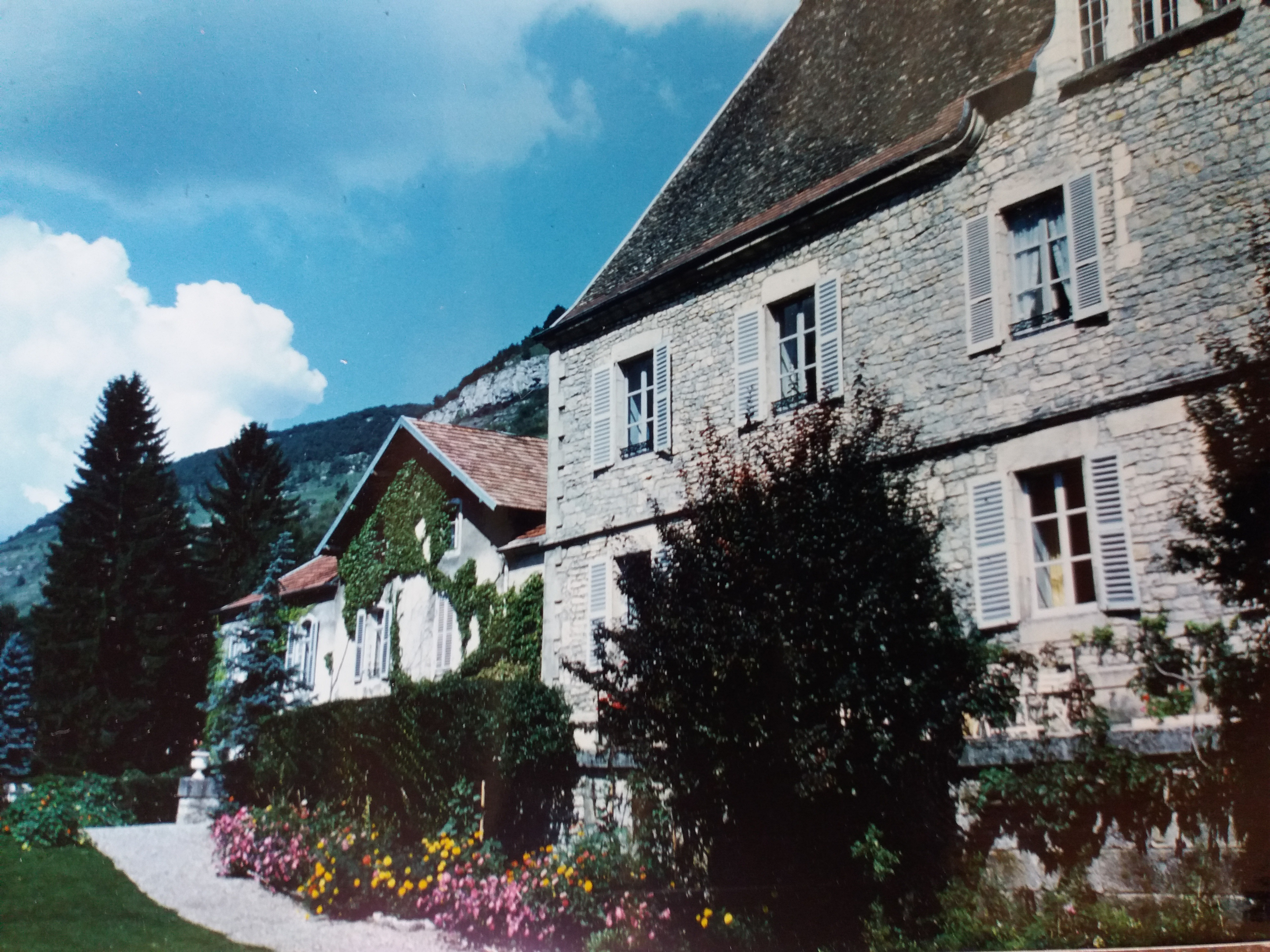
Château de Vuillafans.
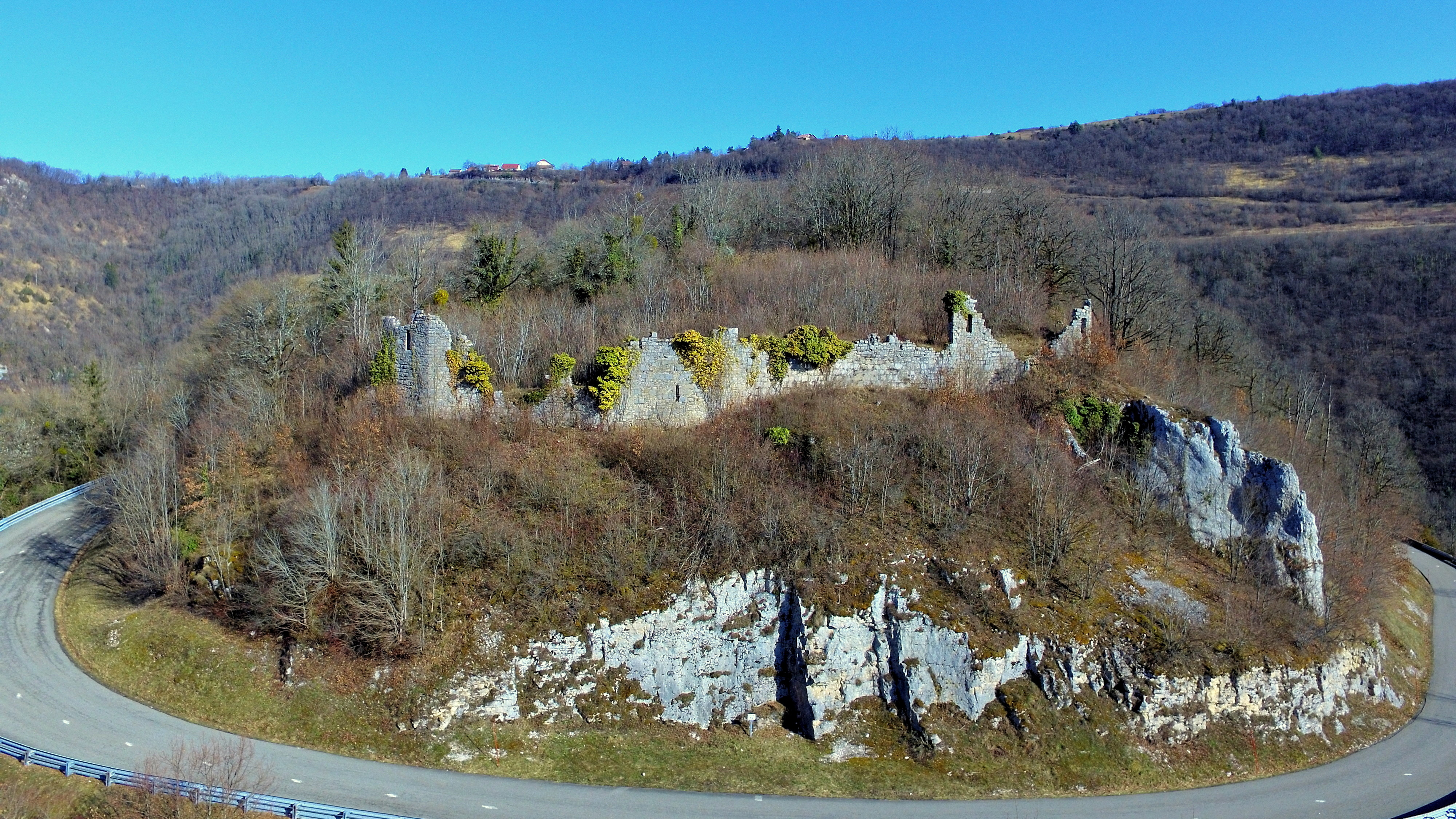
Les ruines de Châteauneuf.
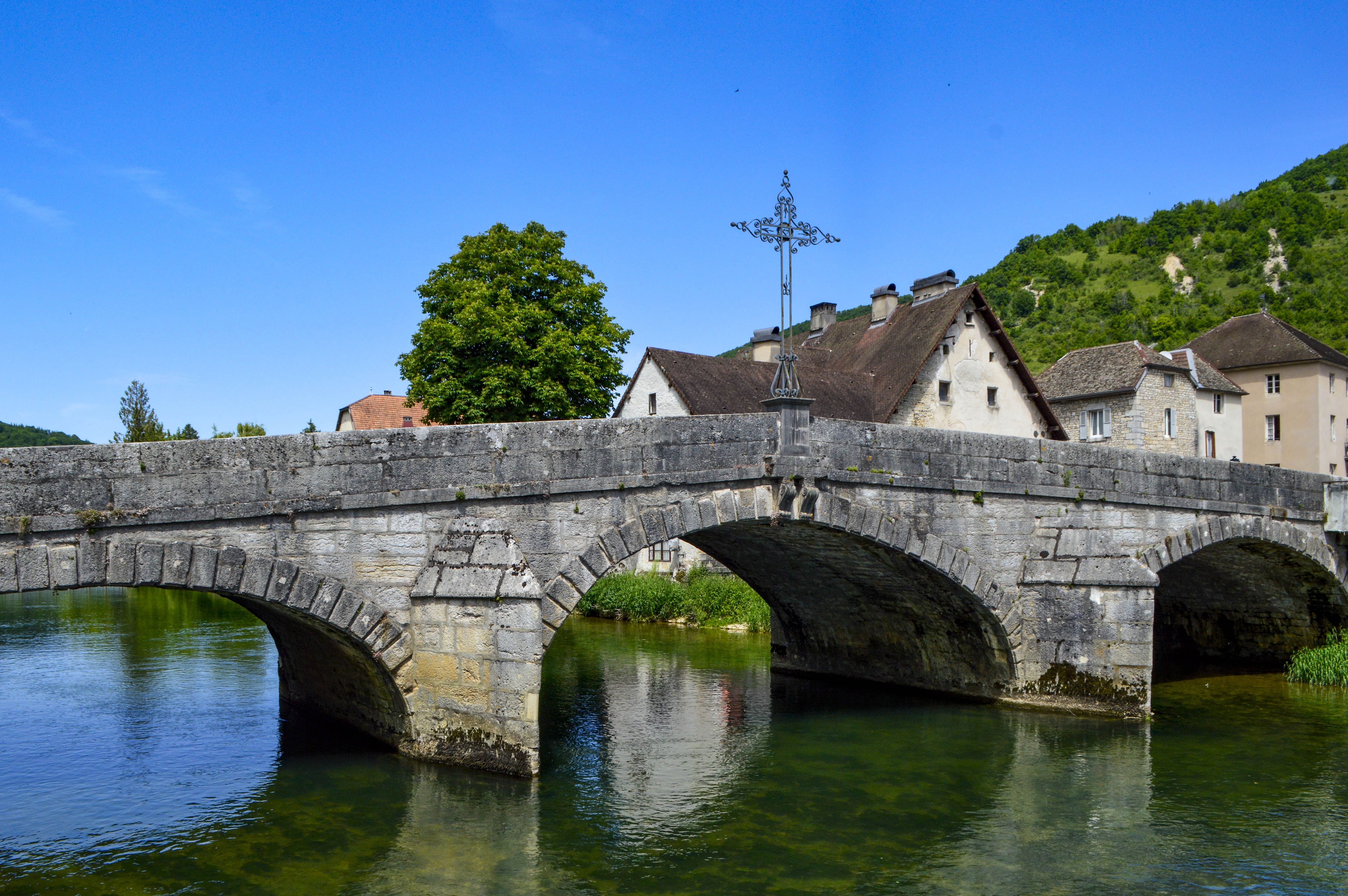
Pont sur la Loue.
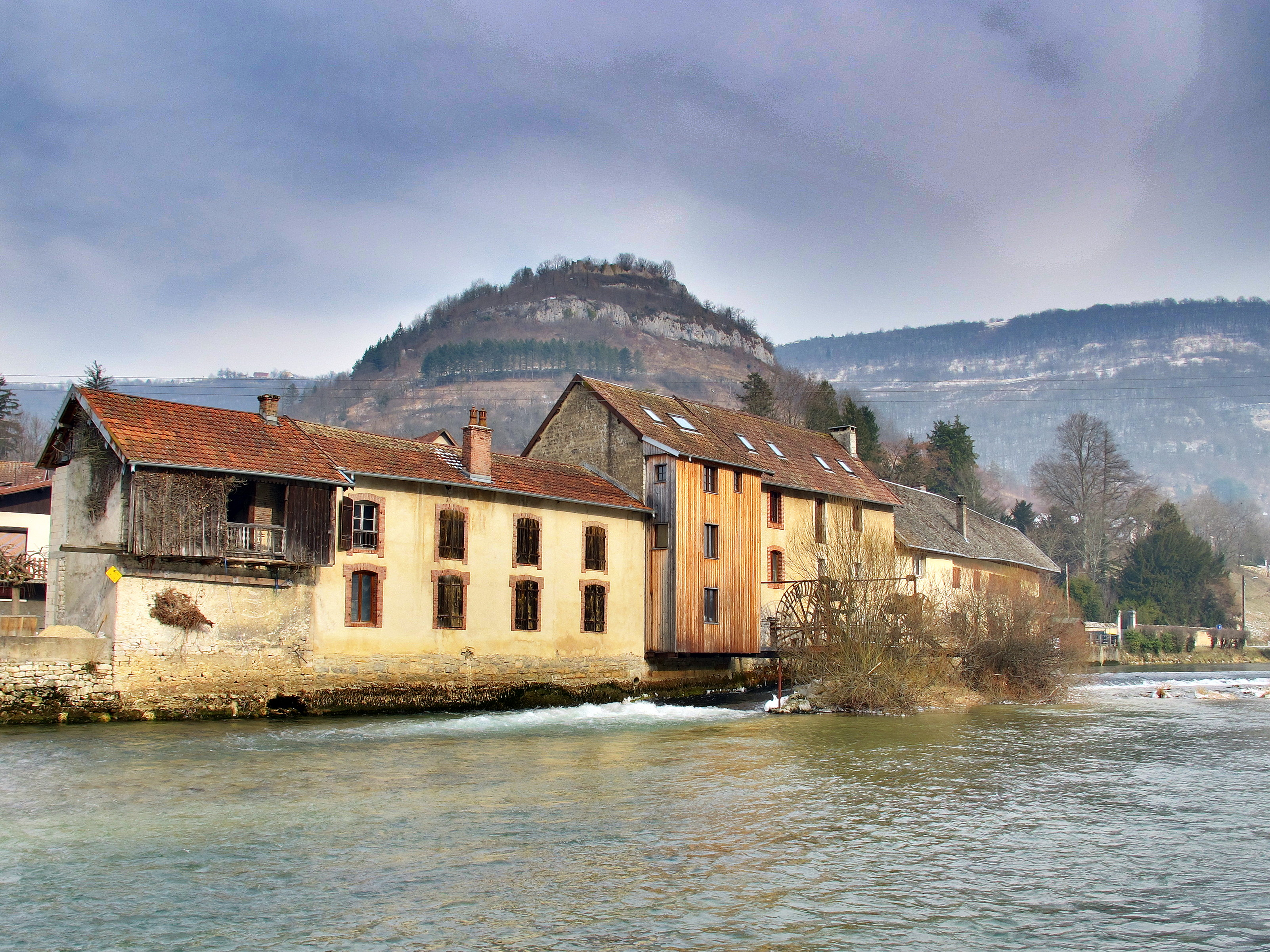
Vieux moulin à roues pendantes.

### Culture populaire
Deux films ont été tournés dans la commune, Les Feux de la Chandeleur de Serge Korber (1972) et La Guerre des miss de Patrice Leconte (2008) et un téléfilm, Le Repaire de la vouivre d'Edwin Baily (2011).

### Personnalités liées à la commune
- Zéphirin Guillemin, né à Vuillafans en 1814, prêtre de la Société des Missions Étrangères[34], préfet apostolique du Guangdong (1853-1886), bâtisseur de la cathédrale de Canton, décédé à Besançon en 1886.
- Balthazar Gérard qui assassina le 13 juillet 1584 le prince Guillaume Ier d'Orange-Nassau. Il est né au no 3 de l'actuelle rue Gérard.
- Comte Ferdinand Cardez (1822-1903), négociant en vins, fils d'un officier né à Vuillafans.
- Félix Gaudy (1832-1895), député du Doubs de 1872 à 1885 puis sénateur de 1885 à 1895, a été maire de la commune[35].
- Gérard Collin-Thiébaut est un artiste français, né en 1946 à Lièpvre. Il vit et travaille à Vuillafans.
- Maison Lambert père, fils et Perrin, inventeurs d'appareils à incendie (1857).
- Alexandre Estignard, député conservateur et monarchiste du Doubs entre 1876 et 1878.
- Jean Pierre Bangue, martyr.

### Héraldique
| Blason de Vuillafans | Blason  | D'argent à la bande de sable côtoyée de deux cotices du même et chargée de trois coquilles d'argent. |
| Blason de Vuillafans | Détails | Le statut officiel du blason reste à déterminer.                                                     |